# Si yo fuera diputado...
Si yo fuera diputado... es una película de comedia y política mexicana de 1952 dirigida por Miguel M. Delgado y protagonizada por Mario Moreno "Cantinflas", Gloria Mange y Andrés Soler. Esta es la primera película de Cantinflas en la que se llevan a cabo las diferentes reuniones y discursos realizados por el personal político, administrativo y gubernamental, los cuales serían en las otras dos películas, Su Excelencia (1967) y El ministro y yo (1976). 
Esta película está basada en la corrupción y el cliché del gobierno mexicano, donde todo se arregla con acuerdos por debajo de la mesa, sobornos y violencia, pero sin dejar atrás el humor que caracterizaba al legendario comediante y sus películas. Durante la película, Cantinflas hace sátira a lo que es el político mexicano. Esto lo comprueba notablemente comenzando por la forma en que se expresa cuando ayuda a una mujer de unos gendarmes quienes están a punto de embargarla. Cantinflas al llegar a escena, comienza a dar un discurso de leyes totalmente inventadas y sin bases existentes. Es un lenguaje completamente inculto y popular que al ser dicho en un tono autoritario, crea alusión a que es real.La música de la película es el vals Arpa de Oro de Abundio Martínez Magos. "Rigoletto" de Giuseppe Verdi y "Hungarian Rhapsody" de Franz Liszt.

## Argumento
Cantinflas consigue trabajo como peluquero y tiene como cliente a don Juan (Andrés Soler), quien se ha dedicado al mundo del derecho y la política, y con quien intercambia conocimientos sobre esos temas por cortes de pelo. Don Juan le hace una propuesta a Cantinflas para unir fuerzas y defender a través de la ley a todo aquel que lo requiera; Cantinflas, quien se siente atraído por Sarita (Gloria Mange), sobrina de don Juan, acepta sin dudar.
Un día, don Próculo de Guevara (Ernesto Finance) se dirige a la peluquería por un corte de cabello, donde le menciona a Cantinflas que se ha enterado del servicio que esta ofreciendo, dejándole en claro que no puede meterse en temas que tengan que ver con sus negocios y propiedades ya que no le augura nada bueno. Inmediatamente don Próculo menciona que se lanzará como diputado del distrito; en ese mismo momento se presenta el primer caso en el que Cantinflas logra defender con éxito a una mujer a quien desalojan de la casa en alquiler, cuyo dueño es el mismo don Próculo.
Por otro lado, don Juan comienza a poner en marcha el trato que tiene con Cantinflas, pues hace que en su nombre, Cantinflas defienda a Fátima, una mujer a quien se le acusa de homicidio, y sale victorioso de dicho caso y su fama lo lleva a aparecer en los periódicos.
Uno de los activistas, junto con don Juan y su sobrina Sarita, se reúnen para hablar sobre los diferentes problemas a solventar en el vecindario, encontrando como solución que alguien de confianza deba ser postulado como diputado para que dichos problemas puedan estar realmente resueltos, por lo que postulan a Cantinflas, en quien confían plenamente y saben que el barrio lo apoyará, pues es de su afecto. Sin embargo Cantinflas duda unos momentos sobre si tomar el puesto o no, pues no se siente preparado para ello, pero lo convencen al mencionarle que no se necesita preparación para ello y asegurarle que ganará en el distrito.
Don Próculo, al enterarse de que Cantinflas ha presentado su candidatura a diputado por el distrito y por lo tanto compite con él, comienza a confabular artimañas para dañar tanto a Cantinflas, la peluquería y la campaña del mismo: Robar la peluquería, y Cantinflas es llevado con la policía, pues se le acusa de fijar propagandas en lugares prohibidos. Cantinflas logra salir libre tras pagar una fianza, desafortunadamente sin permiso de su tío Juan, Sarita pagó la fianza comprometiendo dinero que sabe que será reclamado. Eventualmente convocan al barrio para que entre todos contribuyan a recuperar dicho dinero.
Llega el día de las elecciones y todos se juntan para votar. Con la ayuda de sus cómplices, Don Próculo planea robar los votos y así proclamarse como diputado, sin embargo, los habitantes del vecindario se encargan de que dicho cometido no sea completado. Mientras Cantinflas prepara su discurso por si es electo diputado, Sarita comienza a indagar sobre la vida personal de Cantinflas y sus planes en cuanto a casarse se trata, pues ella ya está enamorada de él. Al final Cantinflas es electo diputado, todos los habitantes del distrito lo vitorean y él pronuncia un discurso en el que comunica su felicidad con el resultado de las elecciones, haciendo hincapié en el esfuerzo de la gente para que las elecciones fuesen democráticas y verdaderas.

## Reparto
- Mario Moreno como Cantinflas.
- Gloria Mange como Sarita.
- Andrés Soler como Don Juan, tío de Sarita.
- Emperatriz Carvajal como Lucía.
- Alejandro Ciangherotti como Juliano Fraschetti, director de orquesta.
- Ernesto Finance como Don Próculo L. de Guevara
- Rafael Icardo como Don Melquiades.
- Eduardo Alcaraz como Doctor.
- María Cristina Lesser como Fátima, acusada (como Cristina Lesser).
- Edmundo Espino como Profesor.
- Armando Velasco como Agente del ministerio público.
- Gregorio Acosta como Empleado de teatro (no acreditado).
- Ricardo Adalid como Empleado de teatro (no acreditado).
- Víctor Alcocer como Martín Sánchez (no acreditado).
- Armando Arriola como Abogado en derecho (no acreditado).
- Daniel Arroyo como Miembro del jurado (no acreditado).
- Stephen Berne como Espectador (no acreditado).
- Lupe Carriles como Mujer de vecindad (no acreditada).
- Alberto Catalá como Señor González (no acreditado).
- Pedro Elviro como Amigo de Cantinflas (no acreditado).
- José Escanero como Amigo de Cantinflas (no acreditado).
- Jesús Gómez como Policía (no acreditado).
- Regino Herrera como Cargador (no acreditado).
- Carmen Manzano como Madre de la pelona (no acreditada).
- Roberto Meyer como Comisario (no acreditado).
- Bruno Márquez como Violinista (no acreditado).
- José Ortiz de Zárate como Juez (no acreditado).
- José Pardavé como Cliente de Cantinflas (no acreditado).
- Ignacio Peón (no acreditado).
- Salvador Quiroz como Farmacéutico (no acreditado).
- Humberto Rodríguez como Don Remigio (no acreditado).
- Félix Samper como Cliente de Sarita (no acreditado).
- Alfredo Varela padre como Amigo de Cantinflas (no acreditado).
- Ignacio Villalbazo como Esbirro de Don Próculo (no acreditado).